# Dianne Ferreira-James
Dianne Ferreira-James (1970. november 3. –) guyanai nemzetközi női labdarúgó-játékvezető.	

## Pályafutása
Az általános iskolában ismerkedett meg a labdarúgással. Folyamatos képzéssel jutott el a felnőtt korba, ahol válogatott játékos lett. 1995-ben Barbados valamint Trinidad és Tobago ellen lépett pályára. Krikett játékosként is eredményesen tevékenykedett, több nemzetközi versenyen szerepelt.
Játékvezetésből 1997-ben vizsgázott. A GFF Játékvezető Bizottságának (JB) minősítésével 1997-től a Super League játékvezetője. Küldési gyakorlat szerint rendszeres 4. bírói szolgálatot is végzett. A nemzeti női labdarúgó bajnokságban kiemelkedően foglalkoztatott bíró. A nemzeti játékvezetéstől 2010-ben visszavonult.
A Guyanai labdarúgó-szövetség JB terjesztette fel nemzetközi játékvezetőnek, a Nemzetközi Labdarúgó-szövetség (FIFA) 1999-től tartotta nyilván női bírói keretében. A FIFA JB központi nyelvei közül az angolt beszéli. Több nemzetek közötti válogatott (Női labdarúgó-világbajnokság, Olimpiai játékok), valamint klubmérkőzést vezetett, vagy működő társának 4. bíróként segített. A FIFA nyilvántartásában 2010-ben már nem szerepelt.
A 2002-es U19-es női labdarúgó-világbajnokságon a FIFA JB hivatalnokként foglalkoztatta.
| Időpont             | Helyszín                       | Mérkőzés típusa              | Mérkőzés                                    | Eredmény | Nézők száma |
| ------------------- | ------------------------------ | ---------------------------- | ------------------------------------------- | -------- | ----------- |
| 2002. augusztus 18. | Commonwealth Stadion, Edmonton | csoportmérkőzés (A. csoport) | Nigéria–Japán                               | 1 – 1    | 10 000      |
| 2002. augusztus 22. | Commonwealth Stadion, Edmonton | csoportmérkőzés (A. csoport) | Dánia–Japán U19-es női labdarúgó-válogatott | 1 – 2    | 6 000       |
| 2002. szeptember 1. | Commonwealth Stadion, Edmonton | döntő                        | Kanada–Egyesült Államok                     | 0 – 1    | 47 784      |

A  2006-os U20-as női labdarúgó-világbajnokságon2012-es U20-as női labdarúgó-világbajnokságon a FIFA JB hivatalnokként foglalkoztatta.
| Időpont             | Helyszín                           | Mérkőzés típusa              | Mérkőzés                                    | Eredmény | Nézők száma |
| ------------------- | ---------------------------------- | ---------------------------- | ------------------------------------------- | -------- | ----------- |
| 2006. augusztus 17. | Podmoskovie Stadion, Shchyolkovo   | csoportmérkőzés (B. csoport) | Kína–Finnország                             | 2 – 1    | 2 000       |
| 2006. augusztus 24. | Petrovszkij Stadion, Szentpétervár | csoportmérkőzés (C. csoport) | Németország–Svájc                           | 6 – 0    | 300         |
| 2012. augusztus 19. | Urawa Komaba Stadion, Szaitama     | csoportmérkőzés (B. csoport) | Nigéria–Dél-Korea                           | 2 – 0    | 2511        |
| 2012. augusztus 27. | Urawa Komaba Stadion, Szaitama     | csoportmérkőzés (D. csoport) | Kínai U20-as női labdarúgó-válogatott–Ghána | 1 – 0    |             |

A 2007-es női labdarúgó-világbajnokságon a FIFA JB bíróként alkalmazta. Világbajnokságon vezetett mérkőzéseinek száma: 2.
| Időpont              | Helyszín                  | Mérkőzés típusa              | Mérkőzés         | Eredmény | Nézők száma |
| -------------------- | ------------------------- | ---------------------------- | ---------------- | -------- | ----------- |
| 2007. szeptember 17. | Központi Stadion, Csengtu | csoportmérkőzés (A. csoport) | Argentína–Anglia | 1 – 6    | 30 730      |
| 2007. szeptember 12. | Városi Stadion, Vuhan     | csoportmérkőzés (D. csoport) | Kína–Dánia       | 3 – 2    | 50 800      |

A 2004. évi nyári olimpiai játékok női labdarúgó tornáján, valamint a 2008. évi nyári olimpiai játékok női labdarúgó tornáján a FIFA JB bírói szolgálatra alkalmazta. 2004-ben a döntőt vezető Jenny Palmqvist a mérkőzés vége felé megsérült, és a hosszabbítást már a 4. (tartalék) játékvezetőként irányította. A két segítője Emilia Parviainen és Nelly Viennot volt. 
| Időpont             | Helyszín                         | Mérkőzés típusa              | Mérkőzés                                                        | Eredmény | Nézők száma |
| ------------------- | -------------------------------- | ---------------------------- | --------------------------------------------------------------- | -------- | ----------- |
| 2004. augusztus 14. | Karaiskaki Stadion, Pireusz      | csoportmérkőzés (E. csoport) | Japán–Nigéria                                                   | 0 – 1    | 14 126      |
| 2004. augusztus 23. | Pampeloponnisiako Stadium, Pátra | egyik elődöntő               | Brazília–Svédország                                             | 1 – 0    | 1 511       |
| 2004. augusztus 26. | Karaiskaki Stadium, Pireusz      | döntő                        | Amerikai Egyesült Államok–Brazil női labdarúgó-válogatott       | 2 – 1    | 10 416      |
| 2008. augusztus 9.  | Olimpiai Stadion, Tiencsin       | csoportmérkőzés (E. csoport) | Svéd női labdarúgó-válogatott–Argentin női labdarúgó-válogatott | 1 – 0    | 38 293      |
| 2008. augusztus 12. | Olimpiai Stadion, Tiencsin       | csoportmérkőzés (F. csoport) | Észak-Korea–Németország                                         | 0 – 1    | 12 387      |